# Litoria mystax
Litoria mystax – gatunek bardzo słabo poznanego płaza bezogonowego z podrodziny Pelodryadinae w rodzinie rzekotkowatych (Hylidae).

## Występowanie
Zwierzę to należy do gatunków endemicznych. Jak dotąd stwierdzono je tylko w miejscu typowym: w Moaif na północnych nizinach Papui na terenie indonezyjskiej części Nowej Gwinei.
Sądzi się, że zwierzę preferuje siedliska leśne, tj. tropikalne wilgotne lasy nizinne.

## Rozmnażanie
Podejrzewa się rozmnażanie z udziałem środowiska wodnego.

## Status
Status populacji ani bieżący trend liczebności nie są znane, gdyż od wielu lat gatunek ten nie był stwierdzany. W obrębie znanego zasięgu występowania Litoria mystax nie znajdują się żadne obszary objęte ochroną. W związku z zaistniałą sytuacją IUCN dostrzega konieczność przeprowadzenia badań mających na celu ponowne odkrycie gatunku, ustalenie jego zasięgu występowania i statusu populacji.